# Choral Arts Society of Washington
La Choral Arts Society of Washington è una delle principali organizzazioni corali con sede a Washington, fondata nel 1965 da Norman Scribner, è considerata come uno dei massimi cori sinfonici di Washington, Stati Uniti.

## Attività

### Concerti
La Choral Arts dispone di un coro sinfonico di oltre 190 cantanti professionisti di calibro volontari. Presenta una serie annuale di concerti in abbonamento, di solito presentati al John F. Kennedy Center for the Performing Arts e altri luoghi in tutta l'area metropolitana D.C.
Il coro si esibisce anche regolarmente con la National Symphony Orchestra, sia al Kennedy Center che al Wolf Trap National Park for the Performing Arts. Il coro si è inoltre esibito con l'Atlanta Symphony Orchestra, l'Orchestra Sinfonica di Baltimora, la BBC Symphony Orchestra, la London Symphony Orchestra, l'Orchestra del Teatro Mariinskij, la New York Philharmonic, l'Orchestra di Filadelfia, la Paris Opera Orchestra, e l'Orchestra Sinfonica di Praga, fra le altre.
Il coro si è esibito con direttori di rilievo, tra cui Leonard Bernstein, Christoph Eschenbach, Leon Fleisher, Valerij Gergiev, Lorin Maazel, Helmuth Rilling, Mstislav Rostropovič, Robert Shaw, e Leonard Slatkin.
Negli ultimi anni il coro ha fatto regolari apparizioni televisive annuali, tra cui A Capitol Fourth (annuale celebrazione dell'Independence Day a Washington), e il Kennedy Center Honors. Il coro è anche occasionalmente apparso nel galà televisivo al Teatro Ford. Nel 2000 il coro è apparso in un episodio della serie The West Wing che coinvolge il recupero di un personaggio importante da un disturbo post traumatico da stress indotto dalla musica.

### Sensibilizzazione ed educazione della comunità
Il Choral Arts mantiene un programma di sensibilizzazione della comunità attiva, tra cui un concerto di Natale annuale progettato per le famiglie con bambini piccoli e un concerto annuale come omaggio corale dedicato a Martin Luther King, Jr. Dal 2004 la Compagnia ha presentato un premio umanitario annuale per onorare le persone che hanno favorito l'eredità di Martin Luther king. I premiati sono stati Dorothy Height, il deputato John Lewis, Marian Wright Edelman, Harris Wofford, Julian Bond, John Doar, Charlayne Hunter-Gault, il Dr. Bernice Johnson Reagon, Norman Scribner, Nelson Mandela (assente), Dr. Ysaye M. Barnwell, e il Rev. C.T. Vivian.
I programmi di educazione artistica della Corale raggiungono insegnanti e studenti della scuola primaria e secondaria, compresi gli studenti delle Scuole Pubbliche del Distretto di Columbia, attraverso la programmazione dentro la scuola, un programma associato di alta scuola e materiali curricolari appositamente progettati. I programmi educativi raggiungono anche i professionisti delle arti potenziali a livello universitario attraverso stage amministrativi delle arti. Nel 2008, la Choral Arts ha vinto il premio "District of Columbia Mayor's Arts" per il suo eccezionale contributo all'Educazione artistica.

### Tours
La Choral Arts è andata in tournée sia a livello nazionale che a livello internazionale, tra cui tour internazionali ogni 3-4 anni a partire dal 1993 come segue:
- 1993 - Italia

Il coro ha partecipato al Festival dei Due Mondi di Spoleto, con esecuzioni del Requiem di Berlioz e i Vespri di Rachmaninov. Il coro si esibì anche a Roma, nella Basilica dei Santi Apostoli, per la Messa nella Basilica di San Pietro in Vaticano e in San Ginesio.
- 1993 - Russia

Il coro si unì a Mstislav Rostropovič e la National Symphony Orchestra per un'esibizione del finale di Aleksandr Nevskij di Prokof'ev nella Piazza Rossa di Mosca. Al concerto parteciparono 100.000 persone, tra cui il presidente russo Boris El'cin. Il coro si esibì anche alla Bolshoi Hall al Conservatorio di Mosca e alla Cappella Glinka di San Pietroburgo ed al Bol'šoj Zal' della Philharmonia di San Pietroburgo. A causa della presenza di El'cin nella Piazza Rossa nel bel mezzo della crisi costituzionale russa del 1993 e perché il tour rappresentava un ritorno a casa per Rostropovič dopo la caduta dell'Unione Sovietica, il tour (e la performance nella Piazza Rossa in particolare) ricevette una notevole attenzione nella stampa mondiale.
- 1996 - Francia

Il coro si esibì al Festival di Evian a Évian-les-Bains, ad Arles, e al Festival di Auvers-sur-Oise. Il coro si esibì anche a Parigi alla Sorbona nel Grande Anfiteatro e per la Messa Solenne nella Cattedrale di Notre-Dame.
- 2001 - Italia

Il coro si esibì nel concerto finale del Festival dei Due Mondi in Piazza del Duomo a Spoleto, unendosi all'Orchestra e al Coro del Festival di Spoleto per Die erste Walpurgisnacht di Mendelssohn e le Danze poloviciane di Borodin. Il coro eseguì anche il Requiem di Mozart con la Sinfonica della Provincia di Bari, nell'ambito del festival ed eseguì un programma di opere a cappella nella Basilica Superiore della Cattedrale di San Francesco d'Assisi ad Assisi.
- 2002 - Inghilterra

Sotto la direzione di Leonard Slatkin, il coro si unì alla BBC Symphony Orchestra e al Coro del Festival della BBC per una esecuzione de Belshazzar's Feast alla Royal Albert Hall. Lo spettacolo fu alla prima notte de The Proms. Il coro apparve anche con la City of London Sinfonia al Festival di Cambridge e con il Manchester Camerata al Chester Summer Music Festival ed al Festival Internazionale di Harrogate.
- 2005 - Argentina, Brasile

Il coro si unì all'Orchestra Giovanile delle Americhe per due spettacoli dei Carmina Burana al Teatro Colón di Buenos Aires. Il coro ha inoltre aderito all'Orquestra Petrobras Pro Musica (oggi Petrobras Symphony Orchestra) sotto la direzione di Isaac Karabtchevsky per una esecuzione del Requiem di Verdi al Teatro Municipal di Rio de Janeiro.
- 2008 - Inghilterra

Sotto la direzione di Valery Gergiev, il coro si unì alla London Symphony Orchestra, al London Symphony Chorus e al Coro di Eltham College per due esecuzioni della Sinfonia n. 8 di Mahler nella Cattedrale di San Paolo. Gli spettacoli segnarono la conclusione del Festival annuale della Città di Londra. La registrazione delle esecuzioni è stata pubblicata.
- 2015 - Cina

A maggio e giugno del 2015, la Choral Arts ha collaborato con la Qingdao Symphony Orchestra per un tour di cinque città della Cina, eseguendo i Carmina Burana di Carl Orff in luoghi di fama internazionale come il Centro Nazionale Cinese per le Arti dello Spettacolo di Pechino, il Centro delle Arti Orientali a Shanghai e la Guangzhou Opera House.

## Registrazioni
Il Coro Choral Arts (o sottogruppi del coro) è apparso su almeno sedici registrazioni pubblicate dal 1971. Il coro ha registrato sotto la direzione di direttori di rilievo tra cui Antal Doráti, Valerij Gergiev, Mstislav Rostropovič, Norman Scribner, e Leonard Slatkin.
Il 19 gennaio 1973 il coro è apparso (come i "Cantori Norman Scribner") in A Concert for Peace alla Washington National Cathedral. Il programma ha caratterizzato la Messa in tempo di guerra di Joseph Haydn. Una registrazione dell'esecuzione ha ricevuto un Grammy Award nel 1973 per la Migliore Registrazione Corale, con Scribner e Leonard Bernstein come co-candidati. Il concerto fu inteso come una protesta contro la guerra in Vietnam e come concerto ufficiale del Kennedy Center la sera stessa per celebrare la seconda inaugurazione di Richard Nixon.
Una registrazione di John Corigliano di Of Rage And Remembrance ricevette il Grammy Award 1996 per la migliore registrazione classica, con un certificato rilasciato agli uomini della Choral Arts Society.

## Storia
Norman Scribner arrivò sulla scena musicale di Washington nel 1960, accettando una posizione come assistente musicale personale allaWashington National Cathedral, maestro di cappella della Chiesa Episcopale di St. Alban, e organista della cappella della Scuola per ragazzi Sant'Alban. Nel 1963 fu nominato artista di tastiera nello staff della National Symphony Orchestra e quell'autunno diresse (ed ingaggiò un coro a questo scopo) l'esecuzione annuale della Sinfonia del Messia di Händel tanto che il direttore Howard Mitchell "fu impressionato dalla sua abilità e intensità." Il coro fu ricomposto per le esecuzioni successive del Messiah (dove apparì col nome di "Coro della National Symphony Orchestra"), ma nel 1965 si decise di formare un organismo indipendente sotto la direzione di Scribner. Il primo concerto, il 9 febbraio 1966, fu un'esecuzione della Missa Brevis di Zoltán Kodály in una serata che mise in evidenza anche la Limón Dance Company.
La Choral Arts Society di Washington fu formalmente costituita il 23 novembre 1966. Nel 1968 il gruppo ancora nuovo partecipò alla processione funebre di Robert Kennedy. Nel 1970 il coro era composto da 100 voci e l'organizzazione aveva "sia ampliato che approfondito i contatti con la comunità della Greater Washington." Quel settembre ricevette $ 5,000 corrispondente ad una sovvenzione da parte del National Endowment for the Arts - la prima mai data direttamente ad un coro e concesso con l'imprimatur personale della Presidente del NEA, Nancy Hanks. Aiutata da questo e da altri finanziamenti, la compagnia poté estendere la propria stagione concertistica, ampliare la propria programmazione di servizio pubblico e "mantenere Scribner con uno stipendio annuo per la prima volta," che gli permetteva "di dedicare tutto il suo tempo all'incarico." Il finanziamento consentì inoltre al gruppo di "provare i programmi più diversificati, che vanno dagli incarichi sinfonici alle piccole apparizioni da camera, utilizzando solo una frazione di tutto l'insieme di 100 voci".
L'8 settembre del 1971, i membri del coro hanno partecipato (come coro professionista "Norman Scribner Choir") alla prima mondiale della Messa di Leonard Bernstein. L'esecuzione era parte dei festeggiamenti di apertura del Kennedy Center. Dopo la sua apertura, a Scribner fu riconosciuto di "muoversi in modo efficace nello sfruttare le risorse del Kennedy Center, rendendo quest'ultimo la piattaforma di esecuzione centrale per il suo coro." Il 29 ottobre 1974 il coro si esibì nel sottosuolo, per una cerimonia durante la costruzione della metropolitana di Washington, nella stazione Metro Center.
Nel 1981, The New York Times definì la Choral Arts come "un eccellente coro del tipo che si trova oggi in molte grandi città americane, con musicalità solida, il tono morbido e competenza in una vasta gamma del repertorio corale." Il coro ha spesso collaborato con la NSO sotto Mstislav Rostropovič durante il suo mandato come direttore musicale della NSO (1977-1994) e diresse in modo autonomo il coro nelle esecuzioni dei Vespri di Rachmaninov, in diverse occasioni nel corso del 1980. Una registrazione magistrale dei Vespri del 1987 - la prima da parte di un coro americano - ha significativamente aumentato l'interesse per la registrazione del lavoro tra gli altri cori negli Stati Uniti e altrove.
Nel 1990, Rostropovič dichiarò che "[l']esistenza di questo meraviglioso gruppo ... ha completamente cambiato la vita di Washington" Da allora l'organizzazione - "da quella che era una conduzione famigliare" - si era "trasformata in un'impresa altamente professionale" che comprendeva personale di amministrazione a tempo pieno, un "consiglio nuovo e molto attivo", una campagna di finanziamento e un programma dedicato alla partecipazione delle minoranze nella musica corale di Washington. Nel 1993, il coro intraprese le sue prime due tournée internazionali - un tour estivo in Italia, e un tour autunnale con la NSO in Russia che ricevette l'attenzione dei media mondiali (vedi Tours, sopra).
Nell'agosto 2010, Scribner annunciò che si sarebbe ritirato in qualità di direttore artistico il 31 agosto 2012. Il 28 marzo 2012, la Società ha annunciato la nomina di Scott Tucker come suo prossimo direttore artistico. Tucker iniziò il suo mandato con Choral Arts nella sua stagione 2012-13, preparando il coro per una esecuzione della Missa Solemnis di Beethoven per la National Symphony sotto la direzione di Christoph Eschenbach. La stagione 2013-14 è stata la prima che Tucker ha pianificato completamente come direttore artistico.

## Organizzazione
La Choral Arts opera con un budget annuale di circa $ 2 milioni, con redditi derivanti da ricavi di biglietteria, donazioni individuali e aziendali e contributi pubblici. Durante il suo 25º anniversario per la stagione 1989-1990 la Compagnia ha svolto una campagna di $ 2,5 milioni per raccogliere $ 2 milioni per un fondo di dotazione e $ 500.000 per le spese correnti.
La Choral Arts organizza una festa annuale in abito da sera per beneficenza, con concerto e gala, un evento descritto come "il punto culminante della stagione della festa sociale" a Washington. I fondi raccolti dal gala rappresentano il 30 per cento del bilancio annuale della Società.